# Психичка зависност изазвана психоактивним супстанцама
Психичка зависност изазвана психоактивним супстанцама је облик зависности у којој преовлађују психичке сметње. Свака активна употреба или злоупотреба психоактивних супстанци може довести до стварања психичке и физичке зависности. Оно што карактерише зрелу, душевно здраву особу је капацитет за љубав и капацитет за рад, а то је код злоупотребе психоактивном супстанци због психичка зависност у великој мери поремећено.

## Дефиниције
Психоактивна супстанца — продукти биљног, животињског и минералног порекла која након уноса у организам (злоупотребе), оставља за собом бројне физичке последице по централни нервни систем, утиче на промене темперамента, карактера, навика, потреба, односно до оштећења личности у психичком и сваком другом смислу.  Светска здравствена организација дефинише психоактивну супстанцу (дрогу) на следећи начин: „Дрога је свака супстанца, која, унесена у организам, може да модификује једну или више функција.
Зависност  — стање периодичне или континуиране интоксикације проузроковане поновљеним узимањем природних или синтетичких супстанци
Психичка зависност —  психолошко стање које се испољава као неодољива жеља за дрогом, навика, да се дрога узме, у почетку због осећања задовољства, растерећења или отклањања осећања нелагодности, а касније услед створене зависности, коју прате веома непријатни симптоми.
Телесна или физиолошка зависност  стање адаптације организма на супстанцу, посебно процес неуроадаптације. Супстанца је “уплетена” у трансмисијске
и рецепторске системе мозга. Смањивање дозе или покушај прекида уношења доводи до непријатних стања и апстиненцијалних тегоба што је знак успостављене
физиолошке зависности.
Болести зависности — је патолошко стање зависност од психоактивних супстанци (ПАС),  као што су етил алкохол (алкохолизам), дроге (наркоманија) и цигарете (никотинизам).
Наркоман —  означава се искључиво она особа која се сматра зависном само од опијата или стимуланса.
Политоксикоманија или полиадикција  — штетна употреба више психоактивних супстанци истовремено.
Толеранција  — промена реаговања организма на унету супстанцу; знак је успостављене зависности и адаптације организма; потребно је повећање дозе да би се
доживели исти ефекти које је раније обезбеђивaла мања количина супстанце (код алкохолизма постоји пад толеранције, код хероинске зависности и зависности од
стимуланса он се не јавља).

## Историја
Још из периода древних цивилизација  људи су користили природне психоактивне супстанце (дрогу) коју се налазили у из својој околини. Најчешће је то било у магијским и религиознимобредима. Коришћење дрога изван тог контекста била је ретка појава. 
У другој половини 20. века дошло је до експанзије појаве злоупотребе психоактивних супстанци, као и драматичаног пораст особа које су зависници од различитих
дрога, било природног или синтетичког порекла и то нарочито међу младима. 
У 21. веку у пракси се све више користе синтетичке психоактивне супстанце (дроге) чије је дејство јаче, а тиме и опасније од природних дрога.

## Епидемиологија
На глобалном нивоу према годишњем извештају канцеларије УН за дрогу и криминал (УНОДЦ) током 2010. године, преко 200 милиона људи користило је дрогу у свету. Од тога:
- 162 милиона користило је канабиноиде (марихуану и хашиш),
- 35 милиона стимулансе (најчешће амфетамин, метамфетамин и екстази),
- 16 милиона опијатске дроге (опијум, морфијум, хероин) и
- 13 милиона кокаин.

Према процени Специјалне болнице за болести зависности у Драјзеровој улици у Београду у 2013. години, у Србији је живело 170.000 корисника опијата, а просечно лечени  зависник имао је 31 годину. Од овог броја у овој успнови лечено је само 14.000 зависника У регистру Завода за јавно здравље исте године се водило 7.900 зависника што значи да је на 1.000 становника било 5 наркомана. 

## Етиологија
У данашњем свету код људи се све више јављају психичке сметње у виду различитих реакција код којих преовлађују промене у доживљавању и понашању.  Како би се постигло извесно растерећење психичких тегоба, у почетку, психоактивне супстанце се узимају ради стварања одређеног ефекта — пријатног доживљаја, или са једне стране, супстанце се узимају како би се искривила реалност (фалсификовала реалност), а са друге стране како би се избегла нелагодност или тегоба.
Након тог искуства особа наставља са узимањем супстанци све до тог момента када је стварање било каквог пријатног доживљаја код ње немогућ без  употребе психоактивне супстанце. Тако психичка зависност постаје стање које се одликује жељом, потребом, навиком или компулзијом да се психоактивна супстанца узме како би се растеретила напетост и изазвало осећање пријатности.
Без обзира о којој супстанци је реч, психоактивна зависност се може одредити као везаност особе за неку психоактивну супстанцу, која се испољава као неодољива страст за њеним конзумирањем.
У те супстанце спада и најраширенија легална дрога као што је алкохол.

### Етиолошки фактори
Етолошки фактори одговорни за настанак зависности, у начелу се могу поделити у три групе, приказане у табели:
| Етиолошки фактор          | Врсте |
| ------------------------- | --- |
| Биолошки                  | 1. Генетски фактори 2. Биохемијски фактори 3. Метаболички фактори |
| Психолошки                | 1. Психодинамске теорије 2. Теорије учења 3. Когнитивно-бихевиоралнe теоријe 4. Системски приступ |
| Социолошки и културолошки | 1. Фактори личности 2. Фактори средине 3. Психолошка и фармаколошка дејства супстанце 4. Структура породице 5. Утицаји друштва како глобално тако и на нивоу дугутрајне изложености и доступности адиктивних супстанци у локалној заједници |

## Патофизиологија
Када се психоактивна супстанца (дрога) унесе у тело путем крви она нађе свој пут до мозга и ту испољавају своје психоактивно дејство, мења стање свести, а након краће или дуже употребе изазива психичку и/или физичку зависност, или према терапијским приручницима:
Оно што их чини тако „пожељним” и „чаробним” је чињеница да оне мењају оно што осећамо и мислимо у периоду њиховог деловања - нпр. изазивају осећај лебдења или вртоглавице (који неке у почетку страшно плаши), затим, мењају ниво емоционалног доживљаја или расположења било ка „плусу” (дижу) или ка „минусу” (спуштају), понекад смањују осећање телесног бола (анестезирају или отупљују), или појачавају опажање околине (до халуцинирања)”.

## Психоактивне супстанце
Савремена поделе психоактивних супстанци заснива се на дејству дрога на централни нервни систем, па се тако разликују:

### Депресори централног нервног система (ЦНС)
Депресорима ЦНС се називају психоактивне супстанце које изазивају психичку и физичку зависност. Њихово дејство изазива: поспаност, тромост, општу успореност говора и моторике, уске зенице, топлоту у стомаку, сметње пажње и памћења, еуфорију, релаксацију мишића, смањење унутрашње напетости, дезинхибицију. Њихови ефекти могу бити услед активације ми-опиоидних рецептора, што је случај са морфином, хероином и синтетичким опијатима, док друга група депресора попут алкохола, барбитурата и бензодијазепина то чине деловањем на рецепторе за гама аминобутарну киселину (GABA). У ову групу спадају:
- опијати и полусинтетски опијати (опијум, морфин, кодеин, хероин)
- опиоиди (синтетски опијати-бупренорфин, метадон, фентанил)
- барбитурати (амобарбитал, фенобарбитал)
- бензодиазепини (дијазепам, лоразепам, бромазепам)
- други хипноседативи (алкохол, гамахидроксибутират - ГХБ)

Депресори у нижим дозама смањују активност ЦНС-а (седација, умирење, поспаност...), док у вишим дозама делују као хипнотици. У великим дозама депресори имају ефекте – анестезије све до појаве коме. 
Најзаступљенија злоупотреба ових супстанци означава се као алкохолизам, хероинска зависност и таблетоманија. Честа је и злоупотреба тродона (трамадола), лека из групе опијата.

### Стимуланси централног нервног система
Дроге које привремено убрзавају психичко функционисање носе назив стимуланси централног нервног система. Њихови ефекти су пре свега последица активације допаминских D2 рецептора, али то не чине директним деловањем на њих, већ инхибиторним утицајем на протеине за повратни транспорт моноамина и катехоламина из синапсе у ћелију (амфетамини и катинони), али и активацијом синаптичких терминала који моноамине и катехоламине ослобађају и испумпавају назад у синапсе (кокаин). Тиме се количина ових неуротрансмитера значајно повећава, јер  механизам инхибиције транспортера спречава њихово уклањање из синапсе, а активација синаптичких терминала повећава њихов унос у синапсе. Како у моноамине и катехоламине спадају серотонин, допамин и норепинефрин, ефекти стимуланаса су најчешће мешавина психолошких ефеката ова три кључна неуротрансмитера који контролишу расположење, будност, вољу, концентрацију и стварање навика, али и физиолошких ефеката, будући да та три неуротрансмитера истовремено управљају и тонусом крвних судова, брзином рада срца, дигестивног тракта и многим другим активностима организма. У ову групу спадају:
- кокаин (кокаинска база и crack)
- амфетамин, метамфетамин
- ентактогени (МДА, МДМА, МДЕ..)
- прекурсори амфетамина и сродни стимуланси (кофеин, ефедрин)
- катинони (меткатинон, мефедрон, алфа-ПВП)
- никотин.

Дејство стимуланса је да: поправљају расположење, повећавају енергију, будност, убрзавају рефлексе, смањују апетит, повећавају радно ангажовање, стварају доживљај снаге, моћи... Затим повећавају активност вегетативног нерног система: ширење зеница, тахикардија, пораст крвног притиска... У клиничкој слици присутни су: убрзан рад срца, повећање крвног притиска, појачано лучење пљувачке, еуфорија, узбуђење, причљивост, несаница, логороичност... Код већих доза присутни су: психомоторни немир, конфузно и делирантно стање са халуцинацијама, тахикардија, сувоћа у устима, дисање убрзано, повраћање, проливи, грчеви, вазомоторни колапс. Код дуготрајне употребе присутна је: раздражљивост, несаница, променљиво расположење, губитак апетита, мршављење, тремор, несаница.

### Психоделичне дроге
Психоделици мењају уобичајене обрасце менталног функционисања. Њихови ефекти су пре свега последица деловања на серотонинске 5ht-2a рецепторе. У ову групу спадају:
- природне сусптанце: мескалин, псилоцибин...
- ЛСД (диетиламид лизергичне киселине)
- ДМТ (диметил триптамин)
- Психоделични фенетиламини (2-ЦБ, ДОМ, 25-НбОМе)

Ова класа дрога изазиваја снажне измене у перцепцији, визуелне халуцинације, феномене деперсонализације и дереализације, емоционалне промене, поремећај свести, конфузију (слично психози). Природни халуциногени углавном потичу из Централне и Јужне Америке. Доживљај при узимању, тзв. „трип“ може бити „бад трип“ и њега карактеришу непријатне халуцинације, страх, анксиозност, агресија, параноја, сумрачно стање.
Дисоцијативи
Дисоцијативни анестетици су супстанце које у мањим дозама изазивају осећај одвојености од тела и деперсонализацију. Њихово дејство је последица антагонистичког деловања на глутаматне NMDA рецепторе. Карактеристичне су аудиторне халуцинације и поремећена перцепција простора и тела у простору, те се особе под утицајем дисоцијатива могу кретати неспретно, губити равнотежу или лоше координисати покрете руку и обарати ствари. У већим дозама доводе до дисоцијативне коме (тзв. кетамински "K-hole") у којој може доћи до депресије дисања. У ову групу спадају: 
- ПЦП (фенциклидин)
- Кетамин
- Природни дисоцијативи: Ибогаин и Салвија дивинорум

## Психичка зависност и друштво
Уколико су у питању благи поремећаји психичких способности, изазвани психоактивном супстанцом,  схватање правног посла и његових последица може бити очувано, док код теже измењености, ове способности су и са сазнајног и са вољно-мотивационог аспекта битно нарушене или искључене. У том случају особу која је зависник од психоактивне супстанце, са знацима физичке и психичке зависности треба потпуно или делимично лишити пословне способности, јер психичке измене до којих болест доводи, ове болеснике чини у време болести умањено способним или неспособним да се адекватно и самостално брину о себи, својим правима и интересима, а и својим поступцима могу нанети штету себи и блиском окружењу.
Наравно, то не значи да се ради о трајном статусу тих особа, јер уколико је болест излечена, успостављена апстиненција у дужем периоду, и нема неких трајних психијатријских оштећења, пословна способност се може делимично или потпуно вратити у друштво.

## Допунска литература
- Жилијета Кривокапић, Катастрофе и употреба психоактивних супстанци У: scindeks-clanci.ceon.rs UDK 159.942.5 ; 613.83